# Régiment de Besançon artillerie
Le régiment de Besançon artillerie également appelé régiment d'artillerie de Besançon  et  plus simplement régiment de Besançon est un régiment d'artillerie du royaume de France, créé en 1720 à partir du bataillon de Thorigny, du régiment Royal-Artillerie, devenu sous la Révolution le 3e régiment d'artillerie.

## Création et différentes dénominations
- 25 février 1720 : Bataillon de Thorigny du régiment Royal-Artillerie
- 25 septembre 1728 : Bataillon de Villas
- 10 décembre 1731 : Bataillon de La Borie
- 11 février 1743 : Bataillon de Fontenay
- 30 mars 1748 : Bataillon de Soucy
- 1er janvier 1759 : Bataillon de La Pelleterie
- 5 avril 1762 : Brigade de Combes
- 1er janvier 1763 : Brigade de Desmazis
- 13 août 1765 : Régiment de Besançon
- 1791 : 3e régiment d'artillerie

## Lieutenants-colonels, chefs de brigade et colonels
- 25 février 1720 : N. de Thorigny
- 25 septembre 1728 : N. de Villas
- 10 décembre 1731 : N. de La Borie
- 11 février 1743 : Jean Louis Bondois de Fontenay
- 30 mars 1748 : Jean François de Fitte de Soucy
- 1er janvier 1759 : Urbain Pierre Louis Bodineau de La Pelleterie
- 5 avril 1762 : Joseph du Breuil-Bélyon de Combes
- 1er janvier 1763 : Alexandre Nicolas Desmazis de Brières
- 15 octobre 1765 : Jacques Isaac de Ver
- 19 février 1766 : Claude Marie Valenciennes Le Duc
- 9 juillet 1769 : Laurent Michel Joseph Boileau-Descombes
- 1er janvier 1774 : Nicolas chevalier de Frédy
- 3 juin 1779 : Jacques Rose vicomte de Voisins
- 25 mai 1788 : Alexandre François Hureau de Sénarmont
- 18 juillet 1792 : Jean Baptiste Marie Fayard de Sinceny
- 1er novembre 1792 : Charles Morand de La Bayette de Galles

## Historique des garnisons, combats et batailles

### Bataillon de Thorigny et bataillon de Villas
En 1720, après la paix de La Haye, le 3e bataillon du régiment Royal-Artillerie, le « bataillon de Thorigny », après avoir été organisé et devenu indépendant, se met en route pour Grenoble. 
En 1728, le bataillon devient le « bataillon de Villas » après avoir été donné au lieutenant-colonel de Villas.

### Bataillon de La Borie
Devenu en 1731 « bataillon de La Borie », il est engagé dans la guerre de Succession de Pologne, et participe aux campagnes de 1733 à 1736 à l'armée d'Italie. Le bataillon est engagé devant à Milan (1733), Tortone (1734), et la bataille de Parme. A sa rentrée en France, le bataillon est envoyé à La Fère, et en juillet 1739 il se rend au camp de Compiègne pour l'instruction du dauphin Louis.
Passé en Bohême en 1741, dans le cadre de la guerre de Succession d'Autriche, il contribue à la défense de Prague. 

### Bataillon de Fontenay
Revenu sur le Rhin au début de 1743 il est donné au chevalier Jean Louis Bondois de Fontenay. Il combat vaillamment à Dettingen, et par l'habile disposition de ses batteries il eût anéanti l'armée anglaise, sans la fausse manœuvre du régiment des Gardes françaises. 
En 1744, le bataillon contribue, à la défaite du général Nadasty sur les hauteurs de Saverne, et pendant les mois d'août et de septembre il est employé à la garde de Louis XV pendant sa maladie à Metz.
En 1745, le bataillon de Fontenay passe en Flandre et se trouve à la bataille de Fontenoy et aux sièges de Tournai, de Termonde, d'Audenarde et d'Ath. 
Il fait en 1746 les sièges de Bruxelles, de la citadelle d'Anvers, de Mons, de Charleroi et de Namur, et il combattit à Rocoux. 
En 1747, il combat à Lauffeld, et en 1748 il sert au siège de Maastricht.

### Bataillon de Soucy
En 1748, Après la paix, le bataillon, qui portait le nom de « bataillon de Soucy », est mis en garnison à Metz.
Au début de la guerre de Sept Ans, en 1756, le « bataillon de Soucy » est envoyé au Havre, et un détachement de 20 canonniers passe au Canada.

### Brigade de La Pelleterie
Le bataillon, devenu en 1759 « brigade de La Pelleterie », continue de servir sur les côtes de la Normandie, répondant plusieurs fois aux flottes anglaises qui vinrent bombarder Le Havre.
En 1760, il se rend à l'armée d'Allemagne.
Le corps se fait remarquer en 1761 au siège de Meppen. Il avait alors pour colonel,  grade situé au-dessous de celui de chef de brigade, Nicolas Boutault de Russy, qui avait été nommé à cet emploi le 8 mars 1761. 

### Brigade de Desmazis
Placée à Grenoble après la cessation des hostilités, la brigade prend en 1763 le nom de « brigade de Desmazis » et se rend à La Fère. 
En juillet 1764 elle est appelée au camp de Compiègne et, à la séparation des troupes, elle se met en route pour Besançon.

### Régiment de Besançon
Le 13 août 1765 la brigade est réorganisée sous le titre de « régiment de Besançon » . Celui-ci reçoit des drapeaux de couleur aurore.
En septembre 1768 le régiment détache une compagnie de canonniers en Corse.  En septembre 1769, le reste du régiment est envoyé à Strasbourg, d'où il rejoint Grenoble en octobre 1775 et Metz en janvier 1777. 
En 1778, le 1er bataillon est à La Fère et le 2e bataillon à Douai. 
En juin 1779, le 1er bataillon est envoyé au Havre et passe l'année suivante en Bretagne, où le 2e bataillon vint le rejoindre au mois de juillet. 
En 1781, le régiment avait 5 compagnies à Fougères, 5 compagnies à Saint-Malo et Saint-Servan, 5 compagnies à Morlaix, et 5compagnies à Lorient et Port-Louis. Dans le cadre de la guerre anglo-espagnole, deux compagnies firent partie du secours envoyé cette année aux Espagnols et prirent part aux sièges de Mahon (es) et de Gibraltar. 

La brigade du chevalier de Sénarmont, qui était à Lorient, s'embarqua le 20 octobre sur des vaisseaux destinés à rallier la flotte de Suffren dans l'Inde. Le 13 juin 1783, cette brigade participe à la bataille puis au siège de Gondelour.

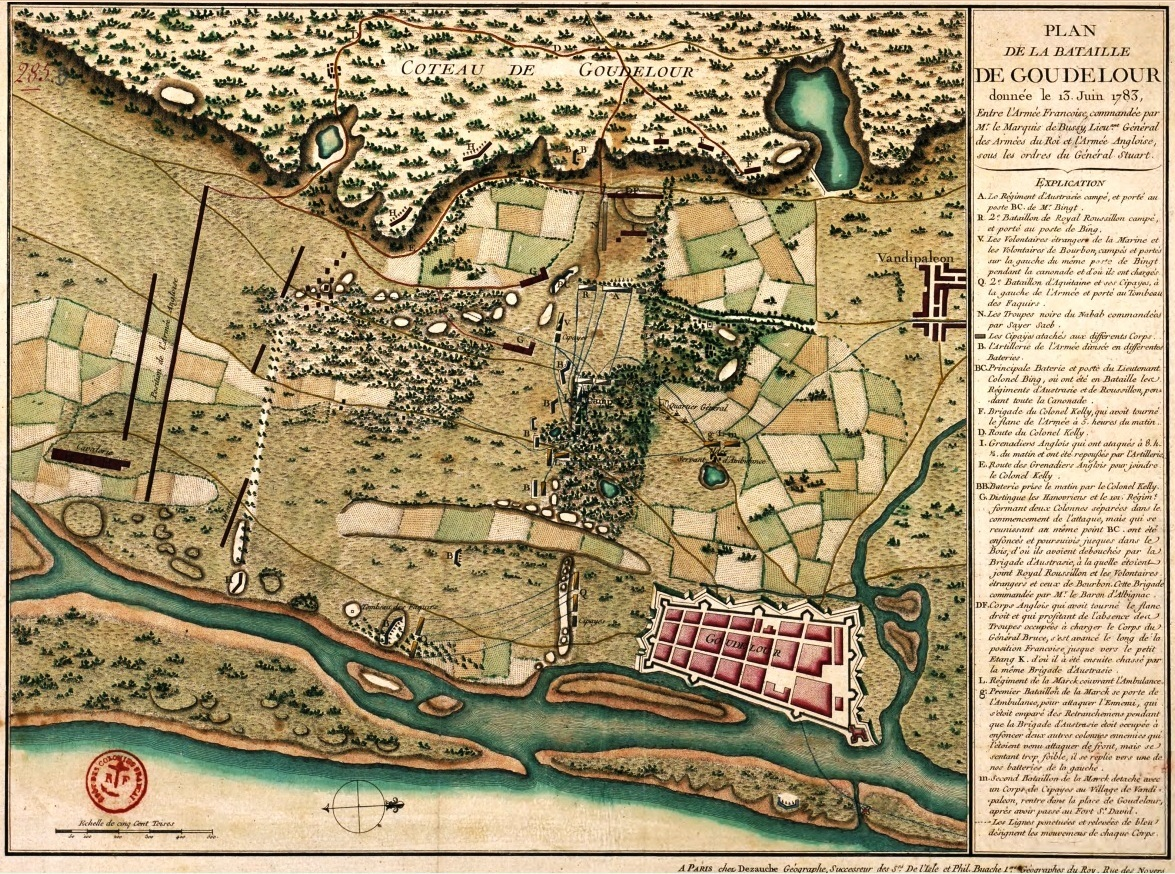
Carte de la bataille terrestre de Gondelour, le 13 juin 1783. (Archives de l'outre-mer)

La brigade de Sappel, qui était à Morlaix, s'embarqua à son tour à Brest en novembre 1782 pour servir sur la flotte. Cette brigade est rentrée à Brest en avril 1783. Celle de de Sénarmont n'est revenue en France que le 14 mars 1786, après un assez long séjour à l'Île de France .
A la paix, en 1783, le régiment est envoyé à Besançon. 
En septembre 1786, il passa de Besançon à Auxonne puis à Douai en novembre 1787. 
Il est appelé aux environs de Paris en juin 1789 et retourne à Douai après la prise de la Bastille. Le régiment de Besançon est le premier corps de l'armée qui ait offert un don patriotique à l'Assemblée nationale. Dès le mois de septembre 1789, il versait 600 livres à la caisse de l'Assemblée .

### 3erégimentd'artillerie
La Révolution supprime les dénominations de l'ancien régime, les régiments sont numérotés. Le no 3 est attribué au régiment, en fonction de son ancienneté.

Devenu 3e régiment d'artillerie il quitte, le 1er avril 1791, Douai pour se rendre à La Fère, à cause de quelques troubles dans lesquels un certain nombre de canonniers et de soldats du régiment de Vintimille s'étaient compromis. 
En 1792, le régiment est partagé entre les places de la frontière de Flandre et les armées du Nord et de la Moselle. Cette même année, il forme sa 21e compagnie à cheval qui était commandée par le capitaine Hanicque.
Les compagnies du 3e régiment d'artillerie se distinguèrent aux défenses de Lille en 1792 et de Valenciennes en 1793, et prirent part aux conquêtes de la Belgique et à celle de la Hollande. Quelques-unes se trouvèrent à Valmy, à Kayserslautern, et aux sièges de Lyon et d'Anvers.

## Sources et bibliographie
- Louis Susane : Histoire de l'artillerie Française
- Pierre Montagnon : Histoire de l'armée française
- Capitaine Louis François Justin Brieussel : Historique du 3e régiment d'artillerie
- 3e Régiment d'Artillerie-á-Pied
- Historiques des corps de troupe de l'armée française (1569-1900)